# 'A ricamatrice/'Na lettera
‘A ricamatrice/‘Na lettera, pubblicato nel 1961, è un singolo del cantante italiano Mario Trevi

## Storia
Il disco presenta due brani inediti di Mario Trevi.

## Tracce
Lato A
- ‘A ricamatrice (Langella-Adamo)

Lato B
- ‘Na lettera (Alfieri-Palomba)

## Incisioni
Il singolo fu inciso su 45 giri, con marchio Durium- serie Royal (QCA 1246).
Direzione arrangiamenti: M° Eduardo Alfieri.